# Salvatore Sirigu
Salvatore Sirigu (Núoro, 12 de janeiro de 1987) é um futebolista italiano que atua como goleiro. Atualmente está no Palermo, clube que o revelou.

## Clubes

### Início
Nascido em Núoro, em Sardenha, Itália, Sirigu começou sua carreira no futebol na escolinha de futebol Venezia. Em 2005, ele foi para o Palermo e fez sua estreia pelo clube na temporada de 2006-07 na Coppa Italia, partida contra o Sampdoria e uma partida na Copa da UEFA jogo contra o Fenerbahçe.
Palermo emprestou-lhe a Serie C1 para o Cremonese em 12 de julho de 2007, a fim de deixá-lo conseguir alguma primeira experiência da equipe.
Ele passou a temporada 2008–09, emprestado ao Ancona da Serie B, onde atuou em 15 jogos.
Sirigu voltou sucessivamente ao Palermo como um goleiro de segunda escolha, atrás da nova contratação Rubinho, para a temporada 2009–10. Após uma série de péssimas atuações de Rubinho, o treinador Walter Zenga, colocou Sirigu como titular no dia 6 de setembro de 2009, uma partida fora de casa contra Lazio em 27 de setembro de 2009. O jogo, que também representou a estréia oficial de Sirigu na Serie A italiana, terminou em um empate 1 a 1, com o jovem goleiro sendo nomeado homem do jogo devido a sua belíssima atuação. Sirigu foi confirmado para o jogo seguinte, onde o Palermo conquistou uma vitória por 2 a 0 sobre a Juventus. Desde então, Sirigu foi regularmente apresentado na equipe titular e permanentemente confirmado como o primeiro goleiro a escolha, levando o clube a emprestar Rubinho para o Livorno no final de janeiro.
Em 21 de outubro de 2009, o Palermo anunciou ter acertado uma renovação de contrato com Sirigu, que expirava em junho de 2014.

### Paris Saint-Germain
Em 28 de julho de 2011, Sirigu assinou um contrato de quatro anos com o clube francês Paris Saint-Germain. por uma taxa de 3,5 M € de transferência. Em agosto, seu primeiro mês no clube parisiense, foi chamado pelos torcedores do clube como o terceiro melhor jogador do mês depois de Javier Pastore e Kevin Gameiro, indicando uma rápida adaptação ao seu novo ambiente. Ele rapidamente viu a concorrência do companheiro recém-contratado Nicolas Douchez para se tornar o goleiro número um para o clube parisiense ambicioso, bem como um favorito dos fãs. Seu nome é muitas vezes cantado durante os jogos em casa pela notoriamente exigente torcida do Paris Saint-Germain. Em 27 de janeiro de 2013, Sirigu quebrou o recorde de invencibilidade de Bernard Lama para um goleiro do PSG na Ligue 1 (697 minutos).

### Sevilla
Foi emprestado ao Sevilla em 26 de agosto de 2016 para a temporada 2016–17.

### Osasuna
No dia 31 de janeiro, sem espaço no Sevilla, Sirigu acertou o empréstimo para o Osasuna.

## Seleção Italiana
Em 21 de agosto de 2007, ele fez sua estréia com a Itália Sub-21 em um amistoso contra a França. Antes de fazer sua estréia com a seleção principal da azurra, Sirigu já tinha tido experiência internacional ao nível da juventude com as equipes Sub-18 e Sub-19.
Em 28 de fevereiro de 2010, ele recebeu sua primeira convocação para a Seleção Italiana, para um jogo amistoso contra o Camarões.
Ele estava na pré-lista para a Copa do Mundo de 2010, mas não foi incluído na lista final.
Quando Cesare Prandelli assumiu o comando de treinador da seleção, Sirigu foi nomeado em sua primeira lista de convocados para o amistoso contra a Costa do Marfim. Ele fez sua estréia perdendo o jogo por 1 a 0, em 10 de agosto de 2010.
Foi convocado para Eurocopa de 2012, Copa do Mundo FIFA de 2014 e para a Eurocopa de 2020.

## Títulos
Paris Saint-Germain
- Ligue 1: 2012–13, 2013–14, 2014–15 e 2015–16
- Supercopa da França: 2013, 2014 e 2015
- Copa da Liga Francesa: 2013–14, 2014–15 e 2015–16
- Copa da França: 2014–15 e 2015–16

Seleção Italiana
- Eurocopa: 2020